# خوزه لوئیس گایتان
خوزه لوئیس گایتان (انگلیسی: José Luis Gaitán؛ زادهٔ ۷ سپتامبر ۱۹۵۷) بازیکن فوتبال اهل آرژانتین است.
از باشگاه‌هایی که در آن بازی کرده‌است می‌توان به باشگاه فوتبال روساریو سنترال و باشگاه فوتبال اتلتیکو تیگره اشاره کرد.
وی همچنین در تیم ملی فوتبال آرژانتین بازی کرده‌است.